# Bauernfest

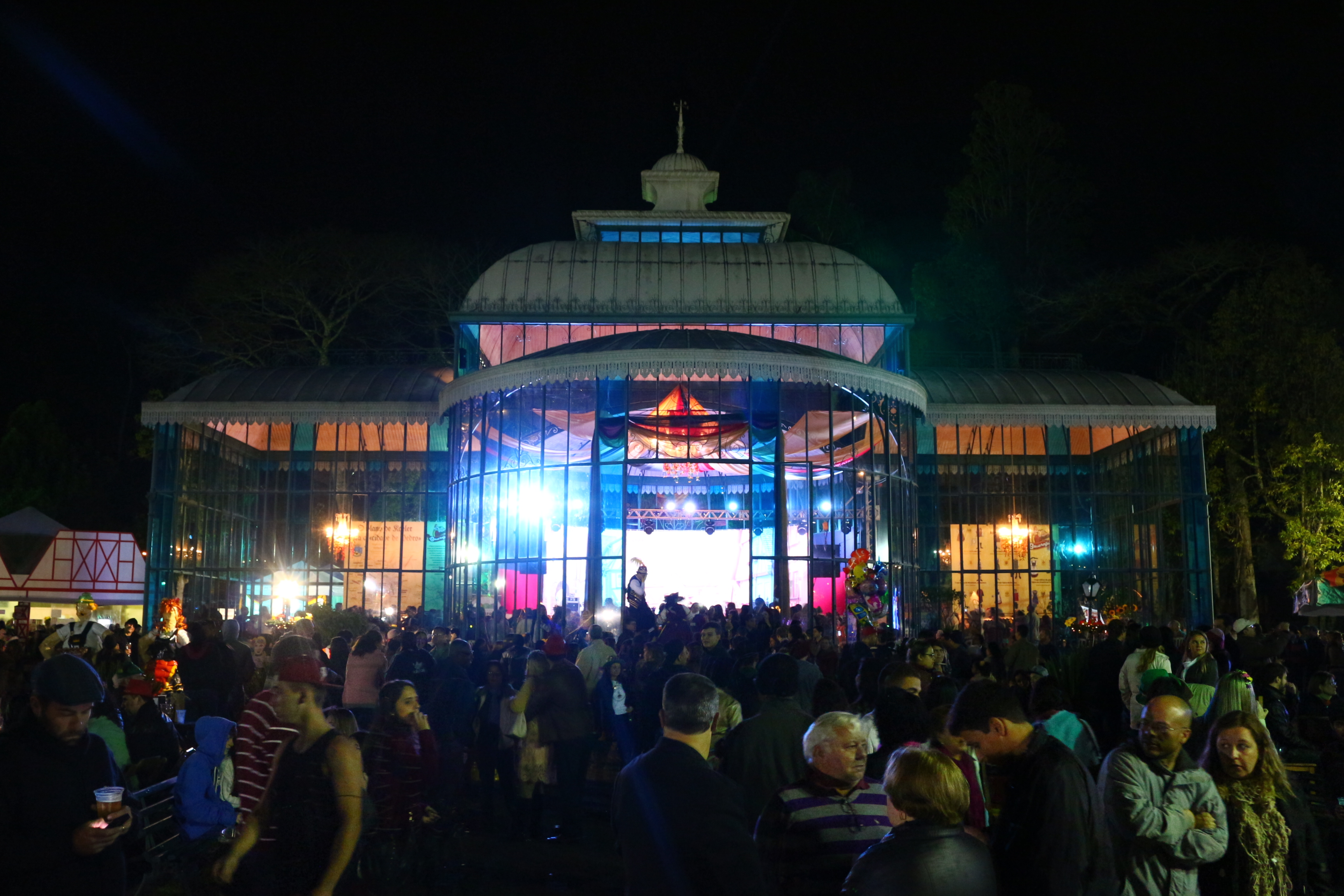
Palácio de Cristal (Kristallpalast) während der Veranstaltung

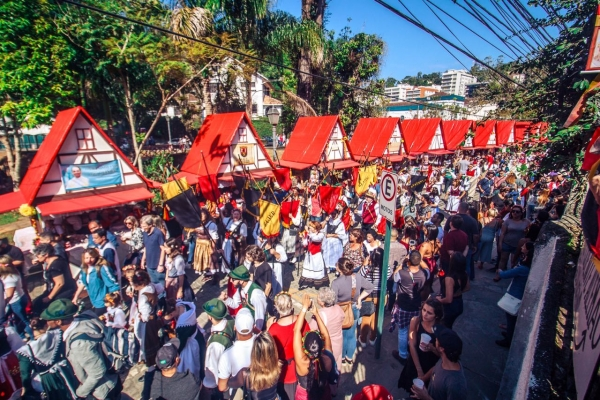
Straßenabschnitt während der Feierlichkeiten

Das Bauernfest – auch Festa do Colono Alemão (portugiesisch für Fest des deutschen Kolonisten) genannt – ist ein Volksfest in Petrópolis (Rio de Janeiro), Brasilien, das seit 1983 jedes Jahr Ende Juni stattfindet. Das Festival feiert die Ankunft deutscher Einwanderer in der Stadt Petrópolis im 19. Jahrhundert. Der Name der Veranstaltung ist vom Nachnamen eines ihrer Gründer, Gustavo Ernesto Bauer, inspiriert.